# Zakaria Silini
Zakaria Silini (5 juli 2003) is een Algerijns-Belgisch voetballer die sinds 2021 uitkomt voor RFC Seraing.

## Carrière
Silini maakte in 2021 de overstap van de jeugdopleiding van Sint-Truidense VV naar RFC Seraing. Op 8 augustus 2021 maakte hij zijn profdebuut: op de derde competitiespeeldag mocht hij tegen RSC Anderlecht in de 79e minuut invallen voor Marius Mouandilmadji. Zes dagen later liet trainer Jordi Condom Aulí hem ook tien minuten voor tijd invallen tegen KV Oostende. Op 15 september 2021 mocht hij kort voor het uur invallen voor Marius Mouandilmadji in de bekerwedstrijd tegen KSC Lokeren-Temse.
In september 2022 ondertekende Silini zijn eerste profcontract bij Seraing. De tiener was op dat moment vooral actief bij de U23 van Seraing, dat sinds het seizoen 2022/23 in de Tweede afdeling aantreedt. Op 2 oktober 2022 scoorde hij de enige goal in de 1-0-zege van Seraing U23 tegen FC Ganshoren, en twee weken later opende hij de score in de 2-1-zege tegen Solières Sport.

## Clubstatistieken
| Seizoen         | Club            | Land            | Competitie      | Competitie | Competitie | Beker | Beker | Supercup | Supercup | Europees | Europees | Totaal | Totaal |
| Seizoen         | Club            | Land            | Competitie      | Wed.       | Dlp.       | Wed.  | Dlp.  | Wed.     | Dlp.     | Wed.     | Dlp.     | Wed.   | Dlp.   |
| --------------- | --------------- | --------------- | --------------- | ---------- | ---------- | ----- | ----- | -------- | -------- | -------- | -------- | ------ | ------ |
| 2021/22         | RFC Seraing     | Vlag van België | Eerste klasse A | 2          | 0          | 1     | 0     | —        | —        | —        | —        | 3      | 0      |
| 2022/23         | RFC Seraing     | Vlag van België | Eerste klasse A | 0          | 0          | 0     | 0     | —        | —        | —        | —        | 0      | 0      |
| 2022/23         | RFC Seraing U23 | Vlag van België | Tweede afdeling | 21         | 8          | —     | —     | —        | —        | —        | —        | 21     | 8      |
| Carrière totaal | Carrière totaal | Carrière totaal | Carrière totaal | 23         | 8          | 1     | 0     | 0        | 0        | 0        | 0        | 24     | 8      |

Bijgewerkt op 18 september 2023.
1 Galjé ·
2 Sylla ·
4 Tshibuabua ·
6 Cachbach ·
8 Kilota ·
9 Elisor ·
10 Marius ·
11 Abanda ·
12 Bernier ·
14 Guillaume ·
15 Lahssaini ·
16 Martin ·
18 Poaty ·
20 Ba ·
21 Sambu ·
23 Lepoint ·
30 Dietsch ·
34 Trémoulet ·
35 Conceição ·
40 Opare ·
52 Serwy ·
53 D'Onofrio ·
61 Silini ·
67 Renzulli ·
70 Solheid ·
Coach: Jeunechamps